# Warszawa Dome
Der Warszawa Dome (polnisch Kopuła Warszawy ‚Warschau-Kuppel‘) ist ein 450 m hoher Eisdom im Südwesten von King George Island im Archipel der Südlichen Shetlandinseln. Er wird begrenzt durch den Ezcurra-Fjord, die Admiralty Bay, die Bransfieldstraße und die Maxwell Bay.
Teilnehmer einer polnischen Antarktisexpedition benannte ihn 1980 nach polnischen Hauptstadt Warschau. Das UK Antarctic Place-Names Committee übertrug diese Benennung 2003 ins Englische.